# Cleaners
Cleaners es una webserie de acción la cual se emitió por la cadena Crackle desde el 3 de octubre de 2013 hasta el 19 de agosto de 2014. Estaba protagonizada por Emmanuelle Chriqui, Gina Gershon, Emily Osment, David Arquette, Missi Pyle y Laura Alemán. La serie fue dirigida por Paul Leyden con guion del mismo y Morgan O'Neill. El 3 de mayo de 2014, la serie fue renovada para una segunda temporada.

## Sinopsis
Cuenta la historia de Roxie (Emily Osment) y Verónica (Emmanuelle Chriqui), dos asesinas que son contratadas por Mother (Gina Gershon), la líder de un grupo de delincuentes, para hacer una entrega que involucra a un niño que posee información valiosísima en la memoria de un dispositivo electrónico que posee. Ellas no saben esta última parte y cuando se enteran, deben elegir entre salvar la vida del niño y darle la espalda a la mafia o, entregarlo, recibir su dinero y continuar con su vida "normal".

## Elenco

### Personajes principales
- Emmanuelle Chriqui como Verónica: una asesina meticulosa, eficiente y solitaria que, aunque, no concuerda con la forma de ser de Roxie, sabe que juntas hacen una pareja difícil de vencer.
- Gina Gershon como Mother: una sexy mujer madura y quien es la jefa de un selecto grupo de asesinos.
- Emily Osment como Roxie: una sexy, ruda, desapegada y audaz asesina con una sonrisa y movimientos cautivadores.
- David Arquette como Frank Barnes: sabe cómo pelear contra delincuentes y, hasta cómo seducir a estas peligrosas asesinas.
- Missi Pyle como Eileen.

### Personajes recurrentes
- Omar Ávila como Carlos.
- Laura Alemán como Matilda.
- David Rees Snell como Phillips.
- Jakob Salvati como Tyler.
- Clifton Collins Jr. como Julian
- Mimi Rogers como Isabelle Walker.
- Nathan Keyes como Kyle.
- Robin Thomas como Barry.
- Burton Pérez como Paco.

### Estrellas invitadas
- John Savage como Marcus Walker
- Ash Christian como J.R.

## Episodios

### Temporada 1 (2013)
| N.º en serie | N.º en temp. | Título                                                   | Dirigido por | Escrito por | Fecha de lanzamiento original |
| ------------ | ------------ | -------------------------------------------------------- | ------------ | ----------- | ----------------------------- |
| 1            | 1            | «It's A Classic» «Un clásico»                            | Paul Leyden  | Paul Leyden | 3 de octubre de 2013          |
| 2            | 2            | «The Blown Job» «Empleo de soplón»                       | Paul Leyden  | Paul Leyden | 3 de octubre de 2013          |
| 3            | 3            | «Hide & Seek» «Cacería»                                  | Paul Leyden  | Paul Leyden | 3 de octubre de 2013          |
| 4            | 4            | «The Key to the Kingdom» «La clave del reino»            | Paul Leyden  | Paul Leyden | 3 de octubre de 2013          |
| 5            | 5            | «The Dummy Trap» «La trama del maniquí»                  | Paul Leyden  | Paul Leyden | 3 de octubre de 2013          |
| 6            | 6            | «Till Death Do Us Part» «Hasta que la muerte nos separe» | Paul Leyden  | Paul Leyden | 3 de octubre de 2013          |

### Temporada 2 (2014)
| N.º en serie | N.º en temp. | Título                                                         | Dirigido por | Escrito por                  | Fecha de lanzamiento original |
| ------------ | ------------ | -------------------------------------------------------------- | ------------ | ---------------------------- | ----------------------------- |
| 7            | 1            | «There's Been a Complication» «Hay una complicación»           | Paul Leyden  | Paul Leyden                  | 19 de agosto de 2014          |
| 8            | 2            | «Welcome to the Zoo» «Bienvenido al zoológico»                 | Paul Leyden  | Paul Leyden                  | 19 de agosto de 2014          |
| 9            | 3            | «Hello Father» «¡Hola, padre!»                                 | Paul Leyden  | Paul Leyden                  | 19 de agosto de 2014          |
| 10           | 4            | «The Not So Safe House» «Casa de peligro»                      | Paul Leyden  | Paul Leyden                  | 19 de agosto de 2014          |
| 11           | 5            | «She's Alive!» «¡Está viva!»                                   | Paul Leyden  | Paul Leyden                  | 19 de agosto de 2014          |
| 12           | 6            | «The Caterpillar and the Butterfly» «La oruga y las mariposas» | Paul Leyden  | Paul Leyden                  | 19 de agosto de 2014          |
| 13           | 7            | «Welcome Home Sally» «Bienvenida a casa, Sally»                | Paul Leyden  | Paul Leyden y Morgan O'Neill | 19 de agosto de 2014          |
| 14           | 8            | «Batten Down the Hatches» «Cerrar las escotillas»              | Paul Leyden  | Paul Leyden y Morgan O'Neill | 19 de agosto de 2014          |
| 15           | 9            | «Yin & Yang» «Yin y Yang»                                      | Paul Leyden  | Paul Leyden y Morgan O'Neill | 19 de agosto de 2014          |
| 16           | 10           | «Tripping Balls» «Disparo bolas»                               | Paul Leyden  | Paul Leyden y Morgan O'Neill | 19 de agosto de 2014          |
| 17           | 11           | «Monkey See, Monkey Go» «El mono ve, el mono va»               | Paul Leyden  | Paul Leyden y Morgan O'Neill | 19 de agosto de 2014          |
| 18           | 12           | «Los Gallos Del Infierno»                                      | Paul Leyden  | Paul Leyden y Morgan O'Neill | 19 de agosto de 2014          |

## Promoción
El 17 de septiembre de 2013, Crackle lanzó el primer teaser trailer de la primera temporada de la serie en YouTube. El 18 de agosto de 2014, Crackle lanzó el primer teaser trailer de la segunda temporada de la serie en YouTube.

## Premios y nominaciones
| Año  | Premiación     | Categoría                                  | Nominado       | Resultado |
| ---- | -------------- | ------------------------------------------ | -------------- | --------- |
| 2014 | IAWTV Award    | Mejor Interpretación Masculina en un Drama | David Arquette | Nominado  |
| 2014 | Streamy Awards | Mejor actor dramático                      | David Arquette | Nominado  |

## Estrenos internacionales
| País / Región | Canal                 | Estreno              | Título   | Fuente(s)   |
| --- | --------------------- | -------------------- | -------- | ----------- |
| Estados Unidos · Canadá | Crackle               | 3 de octubre de 2013 | Cleaners | [ 6 ] [ 7 ] |
| Australia | Crackle               | 3 de octubre de 2013 | Cleaners | [ 6 ] [ 7 ] |
| Reino Unido | Crackle               | 3 de octubre de 2013 | Cleaners | [ 6 ] [ 7 ] |
| México · Argentina · Bolivia · Chile · Colombia · Ecuador · El Salvador · Guatemala · Honduras · Panamá · Paraguay · Perú · Nicaragua · República Dominicana · Uruguay · Venezuela · Costa Rica | Crackle Latinoamérica | 1 de agosto de 2014  | Cleaners | [ 8 ]       |
| Brasil | Crackle Brasil        | 1 de agosto de 2014  | Cleaners | [ 9 ]       |